# José Tinelli
José Tinelli (* 13. April 1911 in Buenos Aires; † 27. Juli 1960 ebenda) war ein argentinischer Tangopianist, Bandleader und Komponist.

## Leben
Tinelli studierte Klavier und Harmonielehre bei Vincenzo Scaramuzza. Seine professionelle Laufbahn begann er als Pianist im Kino Londres. Darauf schloss er sich einem Tangoorchester an und begleitete den Sänger Príncipe Azul bei Rundfunkauftritten. 1927 engagierte ihn das Label Odeon als Orchestermusiker. Er spielte dort in den Orchestern von Juan Maglio, Juan Canaro, Carlos Marcucci und Minotto Di Cicco und begleitete Solisten wie Ada Falcón, Ernesto Famá, Tania, Roberto Maida und Amanda Ledesma.
1932 gründete er ein eigenes Orchester, mit dem er bei den Karnevalsbällen im Teatro Solís in Montevideo und bei Radio Stentor in Buenos Aires auftrat. Mit Cayetano Puglisi und Minotto Di Cicco gründete er ein Trio für Auftritte bei Radio Belgrano. 1938 komponierte er Musik zu den Filmen Virgencita de madera und El sobretodo de Céspedes. Daraus wurden beim Label Odeon der Tango El embrujo de tu violín und La milonga nueva (von Tinelli und Carlos Marín) vom Duo Bosch-Bottini aufgenommen; dies waren Tinellis Frau Chola Bosch und Luis Bottini der später mit dem Orchester Juan Sánchez Gorio als Luis Mendoza bekannt wurde. Von 1938 bis 1941 arbeitete Tinelli mit seinem Orchester, zu dem zu dieser Zeit der Pianist Miguel Nijensohn und die Sänger Chola Bosch und Horacio Acosta gehörten, für Radio Belgrano. Danach wechselte er zu Radio Mitre.
Mit Enrique Cadícamo komponierte er 1939 seinen bekanntesten Tango Por la vuelta. Dieser wurde später von Francisco Lomutos Orchester mit dem Sänger Jorge Omar und von der Sängerin Tita Galatro mit einer Gitarristengruppe aufgenommen und wurde in den 1950er Jahren ein Hit in der Interpretation von José Bassos Orchester mit Floreal Ruiz. 1942 nahm Tinelli mit seinem Orchester zwei Singles auf. 1944 komponierte er Musik für den Sänger Héctor Palacios in Julio Irigoyens Film Un muchacho de Buenos Aires.
1945 tourte er durch Uruguay und hatte Auftritte in verschiedenen Theatern und Lokalen in Montevideo und bei Radio Carve. Im Folgejahr trat er mit einer von Gregorio Cicarelli, Leonor Rinaldi und Tito Lusiardo geleiteten Compagnie im Teatro Apolo auf. 1949–50 leitete er das Begleitorchester des Sängers Rubén Cané. Bei RCA-Victor nahm er 1951 Duos mit César Zagnoli auf, darunter seine Tangos Será una noche, Se marchitó un clavel, Música de ensueños, Cigarra und Mi vida por tu alma. 1960 starb er in seiner Wohnung in Buenos Aires an einer Herzattacke.

## Aufnahmen
- Serenata mía (von Tito Ribero und Julián Centeya)
- Amor que se hace llanto (von Tinelli und José María Contursi)
- Bandoneón amigo (von Osvaldo Fresedo und Homero Manzi)
- Muñequita rubia (von José Basso und José María Suñé)
- A media luz
- Esta noche de luna
- Bien criolla y bien porteña
- Si usted quisiera
- El embrujo de tu violín
- La milonga nueva
- Será una noche
- Se marchitó un clavel
- Música de ensueños
- Cigarra
- Mi vida por tu alma
- El viejo amor (Text von Alejandro Romay)